# Lee Sang-yi
Lee Sang-yi (* 1922; † unbekannt) war ein südkoreanischer Fußballspieler.

## Karriere
Lee war Teil des Kaders der südkoreanischen Nationalmannschaft bei der Weltmeisterschaft 1954 und wurde hier in der Gruppenphase gegen Ungarn und die Türkei jedoch nicht eingesetzt.